# 初代教会
初代教会（しょだいきょうかい）は、教会史における初代のキリスト教会を指すキリスト教の用語である。ここでは新約聖書、教父文書、信条、信仰告白においてあらわされ、キリストの教会、教派において共有される見解のみ記述する。他の学問的理解については原始キリスト教を参照。

## ペンテコステ
十二使徒はイエス・キリストによって使徒として召されていたが、使徒行伝2章1-4節のペンテコステの日に一つの起点がおかれる。聖書にはイエス・キリストが弟子たちに「あなたがたの上に聖霊が降ると、あなたがたは力を受ける。そして、エルサレムばかりでなく、ユダヤとサマリヤの全土で、また、地の果てに至るまで、私の証人となる」（使徒1:8、新共同訳聖書）と語ったと書かれてある。

## 使徒の働き
ペトロ（ペテロ）の働きは、使徒2-5章、9章32節-12章19節、ガラテヤ2章11-14節、第一ペテロ、第二ペテロに書かれてある。
パウロの働きは、使徒9章1-31節、13-28章、第一テサロニケ、第二テサロニケ、ガラテヤ、第一コリント、第二コリント、ローマ、ピレモン、コロサイ、エペソ、ピリピ、第一テモテ、第二テモテ、テトスに書かれている。
またヤコブ、ヘブル、ユダ、第一ヨハネ、第二ヨハネ、第三ヨハネ、ヨハネの黙示録に他の働きも書かれている。

## 迫害
ローマの異教徒たちに迫害された。

## 教父
教父は著述でキリスト教を防衛し、異教、異端と対決した。ローマのクレメンス、ポリュカルポスらがいる。

### 関連文献
- エウセビオス『教会史』
- アウグスティヌス『神の国』
- ジャン・カルヴァン『キリスト教綱要』 改革派教会
- ケアンズ『基督教全史』 聖書図書刊行会
- 尾山令仁『聖書の概説』 羊群社
- 『新聖書辞典』いのちのことば社